# Sirakuze
Sirakuze (italijansko Siracusa, sicilijansko Sarausa/Seragusa, latinsko Sirācūsae, latinsko Συράκουσαι, latinizirano: Syrakousai, srednjeveško grško Συρακοῦσαι) so zgodovinsko mesto na Siciliji in glavno mesto pokrajine Siracusa. Mesto je prepoznavno po svoji bogati grški zgodovini, kulturi, amfiteatrih, arhitekturi in kot rojstni kraj vrhunskega matematika in inženirja Arhimeda.  To 2700 let staro mesto je imelo v antičnih časih ključno vlogo, ko je bilo eno glavnih sil sredozemskega sveta. Sirakuze so v jugovzhodnem kotu otoka Sicilije poleg istoimenskega zaliva Jonskega morja.
Mesto so ustanovili starogrški Korintčani in Tenejci in postali zelo močna mestna država. Sirakuze so bile povezane s Šparto in Korintom in so vplivale na celotno Magno Graecio kot najpomembnejše mesto. Cicero ga je opisal kot "največje grško mesto in najlepše od vseh", ki je bilo v 5. stoletju pred našim štetjem enako veliko kot Atene. Kasneje je postalo del Rimske republike in bizantinskega imperija. Nato je Palermo prevzel vlogo glavnega mesta Kraljevine Sicilije. Sčasoma je bilo kraljestvo združeno s Kraljevino Neapelj, nastala je Kraljevina dveh Sicilij in ostala do italijanske združitve leta 1860.
V sodobnem času je mesto uvrščeno na seznam Unescove svetovne dediščine skupaj z nekropolo Pantaliko. V osrednjem območju ima mesto približno 125.000 prebivalcev. Prebivalci so znani kot Sirakužani. Sirakuze so omenjene v Svetem pismu v knjigi Dela apostolov 28:12, ko je Pavel bival tukaj.  Zavetnica mesta je sveta Lucija, rojena v Sirakuzah in njen praznik, dan svete Lucije, praznujejo 13. decembra.

## Zgodovina
Časovnica dogodkov: 

### Grško obdobje
Sirakuze in njena okolica so bile naseljene že od antičnih časov, kar kažejo najdbe v vasicah Stentinello, Ognina, Plemmirio, Matrensa, Cozzo Pantano in Taps, ki so že imele povezave z mikenskimi Grki.
Sirakuze so leta 734 ali 733 pr. n. št. ustanovili grški naseljenci iz Korinta in Teneje, ki jih je vodil kolonizator Arhias. Potrjenih je veliko različic imena mesta, tudi z Συράκουσαι Syrakousai, Συράκοσαι Syrakosai in Συρακώ Syrako. Možen izvor imena mesta je navedel Vibius Sekvester, ki citira Stephanusa Byzantiusa, da so se sirakuzna močvirja (λίμνη), imenovala syrako in drugič Markianov Periegesis, v katerem je Arhias dal mestu ime po bližnjem močvirju; tako dobimo syrako (in s tem Syrakousai in različice) za ime Sirakuze, ime, ki ga je potrdil tudi Epiharmos s Kosa.  Jedro starodavnega mesta je bil majhen otok Ortigia. Naseljenci so ugotovili, da je zemlja rodovitna in da so jim domača plemena naklonjena. Mesto je raslo in napredovalo in postalo  najmočnejše grško mesto v Sredozemlju. Kolonije, ki so jih ustanovili, so bile: Akre (danes Palazzolo Acreide) (664 pr. n. št.), Kasmene (danes Casmene) (643 pr. n. št.), Akrile (7. stoletje pr. n. št.), Elor (7. stoletje pr. n. št.) in Kamarina (598 pr. n. št.).
Potomci prvih kolonistov, imenovani gamoroi, so imeli moč, dokler jih niso izgnali kilihiroi, nižji razred v mestu. Prvi so se vrnili na oblast leta 485 pr. n. št., zahvaljujoč pomoči Gelona, vladarja Gele. Gelon je postal despot mesta in mnoge prebivalce Gele, Kamarine in Megere je preselil v Sirakuze, kjer je zunaj obzidja zgradil nove četrti Tihe in Neapolis. Med novimi gradnjami je načrtoval novo gledališče, ki ga je zasnoval Damokopos, kar je mestu dalo razcvet kulturnega življenja. To je pritegnilo osebnosti,  kot so Ajshil, Ario iz Metimne, Evmel iz Korinta in Sapfo, ki je bila izgnana iz Mitilene. Povečana moč Sirakuz je imela za posledico neizogiben spopad s Kartažani, ki so vladali zahodni Siciliji. V bitki pri Himeri (480 pr. n. št.) je Gelo, ki se je povezal s Teronom iz Agrigenta, odločno premagal afriške sile, ki jih je vodil Hamilkar. Tempelj, posvečen Ateni (danes stolnica), je bil postavljen v mestu kot spomin na dogodek.
V tem času so se Sirakuze precej povečale. Obzidje je v 5. stoletju obkrožalo 120 ha, vendar so prebivalci že v 470. letih pred našim štetjem začeli graditi zunaj obzidja. Leta 415 pr. n. št. je imelo mesto že približno 250.000 prebivalcev, kar je bilo približno toliko kot v Atenah.
Gelona je nasledil njegov brat Hieron, ki se je boril proti Etruščanom v Kumah leta 474 pred našim štetjem. Njegovo vladavino so podprli pesniki Simonid z otoka Keos, Bakhilid in Pindar, ki so obiskali njegov dvor. Trazibul (467 pr. n. št.) je uvedel demokratični režim.  Mesto se je še naprej širilo, se borilo proti uporniškim Sikulom in po Tirenskem morju so se razširili do Korzike in Elbe. V poznem 5. stoletju pred našim štetjem so se Sirakuze znašle v vojni z Atenami, ki so iskale več sredstev za boj v peloponeški vojni. Sirakuze so zaprosile za pomoč generala iz Šparte, sovražnika v vojni z Atenami; premagali so Atence, uničili njihove ladje in jih prisilili bivati v latomijah, kjer so umrli od pomanjkanja. Leta 401 pr. n. št. so Sirakuze prispevale 3000 najemniških vojakov, hoplitov,   za pohod desettisočev pod poveljstvom Kira mlajšega . 
V začetku 4. stoletja pred našim štetjem se je tiran Dionizij starejši ponovno spopadel s Kartažani. Čeprav je izgubil Gelona in Kamarina, je ohranil moč za zajetje celotne Sicilije. Po koncu spopadov je Dionizij zgradil ogromno trdnjavo na otoku Ortigia in 22 km dolgo obzidje okoli celotnih Sirakuz. Drugo obdobje širitve je uničilo Naksos, Catanio in Lentini; Sirakuze so nato znova začele vojno proti Kartagini (397 pr. n. št.). Kartažanom je uspelo oblegati Sirakuze, vendar jih je zmago onemogočila kuga. Pogodba iz leta 392 pr. n. št. je Sirakuzam omogočila, da so še naprej širili svojo posest, ustanovili so mesta Andrano, Tindari in Tavromenij ter osvojili Regij na celini. Da bi olajšali trgovino na Jadranu, je Dionizij starejši ustanovil Ancono, Adrio in Iso (danes Vis). Dionizij je bil poleg svojih bojnih dejanj znan tudi kot pokrovitelj umetnosti; Platon je večkrat obiskal Sirakuze.
Njegov naslednik je bil Dionizij mlajši, ki ga je leta 356 pr. n. št. izgnal Dion. Toda zaradi njegovega despotskega vladanja so ga izgnali, Dionizij pa je zasedel prestol leta 347 pr. n. št. Dionizija je leta 344 pr. n. št. v Sirakuzah oblegal Sirakužan, general Hiketas. Naslednje leto je korintski Timoleont postavil v mestu demokratični režim, potem ko je izgnal Dionizija in premagal Hiketa. Dolga vrsta notranjih bojev je oslabila moč Sirakuz, Timoleont pa je to poskušal popraviti in je premagal Kartažane v bitki pri Krimizu (339 pr. n. št.).
Po smrti Timoleonta se je med mestnimi strankami ponovno začel boj in se je končal z vzponom drugega tirana Agatokla, ki je leta 317 pr. n. št. prevzel oblast z državnim udarom. Ponovno je začel vojno proti Kartagini. V Sirakuzah so ga leta 311 pr. n. št. oblegali Kartažani, a je z majhno floto pobegnil iz mesta. Dobil je moralno zadoščenje, ko je vojno prenesel na afriška tla in povzročil sovražniku velike izgube. Branilci Sirakuz so uničili kartažansko vojsko, ki jih je oblegala. Agatoklos je bil sčasoma poražen tudi v Afriki. Vojna se je končala s še enim mirovnim sporazumom, ki Kartažanom ni preprečil, da se po smrti Agatokla (289 pr. n. št.) ne bi spopadali s politiko v Sirakuzah. Sirakuze so oblegali četrtič in zadnjič leta 278 pr. n. št. Umikali so se ob prihodu kralja Pira iz Epira, ki so ga Sirakuze prosile za pomoč. Po kratkem obdobju Pirove vladavine je Hieron II. leta 275 pr. n. št. zasedel oblast.
S Hieronom se je začelo obdobje 50-letnega miru in blaginje. Sirakuze so postale ena najbolj znanih prestolnic antičnega sveta. Izdal je tako imenovano hieronski zakon (lex hieronica), ki so ga kasneje sprejeli Rimljani pri upravljanju Sicilije. Povečal je tudi gledališče in zgradil nov ogromen oltar. Pod njegovo vladavino je živel najslavnejši Sirakužan, matematik in naravoslovni filozof Arhimed. Med njegovimi mnogimi izumi so bile različne vojaške naprave, tudi Arhimedov krempelj, nekakšen žerjav, ki so ga uporabljali ob rimskem obleganju 214—212 pr. n. št. Od literarnih oseb je znan Teokrit in drugi.
Hieronov naslednik, mladi Hieronim (ki je vladal od 215 pr. n. št.), je po porazu v bitki pri Kanah prekinil zavezništvo z Rimljani in sprejel podporo Kartagine. Rimljani, ki jih je vodil konzul Mark Klavdij Marcel, so oblegali mesto leta 214 pred našim štetjem. Mesto se je branilo tri leta, vendar je leta 212 pr. n. št. padlo. Uspehi Sirakužanov v odbijanju rimskega obleganja so postali čezmerni. Leta 212 pr. n. št. so Rimljani izvedeli, da bodo prebivalci mesta sodelovali na letnem festivalu, namenjenem boginji Artemidi. Majhna skupina rimskih vojakov se je približala mestu pod okriljem noči in ji je uspelo porušiti obzidje, da bi vstopili v mesto in z okrepitvami kmalu prevzeli nadzor. V tej bitki je umrl Arhimed, glavna utrdba pa je ostala trdna. Po osmih mesecih obleganja in s počasnim napredovanjem je iberski kapitan po imenu Moeriskus pripeljal Rimljane v bližino Aretuzinega vodnjaka. Po dogovorjenem znaku je med diverzantskim napadom odprl vrata. Prorimski stražarji so nato Sirakuze oplenili.
¨

### Rimsko in bizantinsko obdobje
Čeprav so Sirakuze počasi nazadovale, so ohranile status prestolnice rimske vlade Sicilije in sedež pretorja. Ostale so pomembno pristanišče za trgovino med vzhodnim in zahodnim delom cesarstva. Krščanstvo se je v mestu razširilo s prizadevanji svetega Pavla iz Tarza in prvega škofa mesta svetega Marziana, ki je mesto naredil za eno glavnih središč spreobrnjenja na zahodu. V obdobju, ko so preganjali kristjane, so bile izklesane velike katakombe, ki so druge po velikosti za Rimom.
Po obdobju vladavine Vandalov in Belizarijevi povrnitvi otoka (vojskovodja vzhodnorimskega (cesarja Justinijana I., ki je v glavnem uspešno vodil boje proti Perzijcem, Vandalom v Afriki in Ostrogotom v Italiji), so si Sirakuze pod bizantinskim cesarstvom opomogle (31. december 535). Od 663 do 668 so bile Sirakuze sedež cesarja  Konstansa II. in metropola celotne sicilijanske cerkve.

### Emirat Sicilija
Mesto so med letoma 827 in 828 oblegali Aglabidi že skoraj leto dni, toda bizantinske okrepitve so preprečile njihov padec. Ostale so središče bizantinskega odpora proti postopnemu muslimanskemu osvajanju Sicilije, dokler niso padle v drugem obleganju 20. in 21. maja 878. V dveh stoletjih muslimanske vladavine je bila prestolnica emirata prenesena iz Sirakuz v Palermo. Stolnica je bila spremenjena v mošejo, četrt na otoku Ortigia pa je bila postopoma obnovljena v islamskem slogu. Mesto je kljub temu ohranilo pomembna trgovinska razmerja in je imelo sorazmerno cvetoče kulturno in umetniško življenje: številni arabski pesniki, med njimi tudi Ibn Hamdis, najpomembnejši sicilijanski arabski pesnik iz 12. stoletja, so v mestu ustvarjali.
Leta 1038 je bizantinski general George Maniakes ponovno zavzel mesto in poslal relikvije svete Lucije v Konstantinopel. Grad na Ortigii se imenuje po njem, čeprav je bil zgrajen pod vladavino Staufovcev. Leta 1085 so v Sirakuze vstopili Normani, eno izmed zadnjih arabskih utrdb, po poletnem obleganju Rogerija I. Sicilskega in njegovega sina Jordana iz Hautevilla, ki mu je bilo mesto dodeljeno. Zgrajene so bile nove četrti, obnovljene so bile stolnica in druge cerkve.

### Visoki srednji vek
Leta 1194 je cesar Henrik VI. zasedel sicilijansko kraljestvo, tudi Sirakuze. Po kratkem obdobju genovske vladavine (1205–1220) pod zloglasnim admiralom in piratom Alamanno da Costa, ki je bil naklonjen trgovini, je kraljevska oblast v mestu ponovno pripadla Staufovcem, Frideriku II. Začel je graditi grad Maniace, škofijsko palačo in palačo Bellomo. Friderikova smrt je prinesla obdobje nemirov in fevdalne anarhije. V vojni sicilijanskih večernic med anžujskimi in aragonskimi dinastijami za nadzor nad Sicilijo so leta 1298 Sirakuze pristale pod Aragonci, izgnali so Anžujce, ki so jim španski vladarji dodeljevali velike privilegije in nagrade. Vrhunec baronskih družin kaže tudi gradnja palač Abela, Chiaramonte, Nave, Montalto.

### 16. do 20. stoletje
Mesto  sta leta 1542 in 1693 prizadela dva uničujoča potresa, leta 1729 pa kuga. Uničenje iz 17. stoletja je za vedno spremenilo videz Sirakuz, pa tudi celotne Val di Noto, katerih mesta so bila obnovljena v značilnem slogu sicilskega baroka, ki velja za enega najznačilnejših izrazov umetnosti južne Italije. Širjenje kolere leta 1837 je povzročilo upor proti vladavini Burbonov. Kazen je bila premestitev glavnega mesta province v  Noto, toda nemiri niso bili popolnoma zadušeni, saj so se Sirakužani udeležili sicilijanske revolucije za neodvisnost leta 1848.
Po združitvi Italije leta 1865 so Sirakuze ponovno dobile status pokrajinske prestolnice. Leta 1870 so porušili obzidje in zgradili most, ki povezuje kopno z otokom Ortigia. V naslednjem letu je bila zgrajena železniška povezava.

### Sodobna zgodovina
Težko uničenje so med drugo svetovno vojno povzročili zavezniški in nemški bombni napadi leta 1943. Zavezniška invazija na Sicilijo, kodno ime za zavezniško invazijo na Sicilijo, se je začela med 9. in 10. julijem 1943 z britanskimi silami, ki so napadale zahodno od otoka. Britanska 5. pehotna divizija, del osme armade generala sira Bernarda Montgomeryja, je prvi dan invazije zasedla Sirakuze skoraj brez odpora. Pristanišče je bilo nato uporabljeno kot izhodišče za britansko kraljevsko mornarico . Zahodno od mesta je vojaško pokopališče, na katerem je pokopanih okoli 1000 vojakov. Po koncu vojne so severne četrti Sirakuz doživele težko, pogosto kaotično širitev, ki je bila naklonjena hitri industrializaciji.
Siracusa ima danes okoli 125.000 prebivalcev in številne zanimivosti za obiskovalce, ki se zanimajo za zgodovinska območja (kot je Dionizijevo uho). Zgodovinsko središče obnavljajo od devetdesetih let 20. stoletja dalje.

## Podnebje
Siracusa imajo vročinsko poletno sredozemsko podnebje (klasifikacija po Köppenu Csa) z blago, mokro zimo in toplimi do vročimi, suhimi poletji. Sneg je redek, v glavnem ga ni; v mestu je nazadnje snežilo decembra 2014 , vendar so zmrzali zelo redke, zadnjič so decembra 2014 namerili 0 °C.

## Demografija
Leta 2016 je v Siracusi živelo 122.051 ljudi , in to v provinci Siracusa na Siciliji, od katerih je bilo 48,7 odstotka moških in 51,3 odstotka žensk. Mladoletnikov (otroci, stari 18 let in mlajši) je bilo 18,87 odstotka prebivalstva v primerjavi z upokojenci, ki jih je bilo 16,87 odstotka. V petih letih med letoma 2002 in 2007 se je prebivalstvo  zmanjšalo za 0,49 odstotka, medtem ko se je v Italiji kot celota povečalo za 3,56 odstotka. Razlog za upad je selitev prebivalstva v predmestje in severno Italijo. 
Od leta 2006 je bilo 97,9 odstotka prebivalcev italijanskega rodu. Največja priseljenska skupina je prišla iz drugih evropskih držav (zlasti iz Poljske in Združenega kraljestva): 0,61 odstotka, severne Afrike (večinoma Tunizije): 0,51 odstotka in južne Azije: 0,37 odstotka.

## Kultura

### Turizem
Od leta 2005 sta celotno mesto  in nekropola Pantalika, ki spada v pokrajino Siracusa, na Unescovem seznamu svetovne dediščine. Namen tega programa je popisati, poimenovati in ohranjati območja izjemnega kulturnega ali naravnega pomena za skupno dediščino človeštva. Odbor, ki presoja o tem, kateri kraji bodo uvrščeni v seznam, je navedel, da so "spomeniki in arheološka najdišča v Sirakuzah najboljši primer izjemne arhitekturne ustvarjalnosti, ki zajema več kulturnih vidikov: grškega, rimskega in barok", ki sledijo antičnim Sirakuzam, "neposredno povezanim z dogodki, idejami in literarnimi deli izjemnega univerzalnega pomena". 

#### Zgradbe iz grškega obdobja
- Apolonov tempelj na trgu Emanuela Pancalija je bil prilagojen cerkvi v bizantinskem obdobju in mošeji pod arabsko vlado;
- Aretuzin vodnjak je naravni vodnjak na otoku Ortigia v zgodovinskem središču mesta Sirakuz. Po legendi je tukaj našla zatočišče nimfa Aretuza, ki jo je lovil Alfej. Fontana je omenjena v številnih literarnih delih, na primer pastoralna elegija Johna Miltona Lycidas (l. 85) in njegove maskade Arcade, pa tudi satira Aleksandra Popeja The Dunciad (Bk 2, l. 342) in verz Williama Wordswortha pesem Preludij (Bk X, l. 1033). Ti pisatelji so fontano poznali iz sklicev v starih rimskih in grških virih, kot sta Vergilijeva 10. ekloga (l. 1) in Teokritova pastoralna pesem Idila (I, l. 117). Virgilij istoimensko nimfo šteje za božanskost, ki je navdihnila bukolično ali pastoralno poezijo.
- grško gledališče, katerega tribuna (cavea) je ena največjih, kar so jih zgradili stari Grki: ima 67 vrst, razdeljenih na devet odsekov z osmimi prehodi. Ohranjeni so le sledovi skene in orkestre. Stavbo (še danes uporabljena) so spremenili Rimljani, ki so jo prilagodili svojemu drugačnemu slogu predstav, tudi cirkuškim igram. V bližini gledališča so kamnolomi (latomìe), ki so se v antičnih časih uporabljali tudi kot zapor. Najbolj znan kamnolom je Dionizijevo uho;
- Rimski amfiteater, del je bil izklesan v skali. V središču območja je pravokoten prostor, ki je bil uporabljen za scensko opremo;
- Arhimedova grobnica na grobišču Grotticelli, okrašena z dvema dorskima stebroma;
- Tempelj olimpskega Zevsa, približno 3 km zunaj mesta, je bil zgrajen okoli 6. stoletja pred našim štetjem.

#### Zgradbe iz krščanskega obdobja
- Stolnica v Sirakuzah (italijansko duomo) je zgradil škof Zosim v 7. stoletju nad velikim Ateninim templjem (5. stoletje pred našim štetjem) na otoku Ortigia. To je bila dorska zgradba s šestimi stebri na kratkih stranicah in 14 na daljših stranicah: še vedno jih je mogoče videti v zidovih sedanje cerkve. Temelj templja je imel tri stopnice. Notranjost cerkve ima glavno in dve stranski ladji. Streha ladje je iz normanskih časov, pa tudi mozaiki v apsidi. Fasado je obnovil Andrea Palma med letoma 1725 in 1753 z dvojnim slogom korintskih stebrov in kipi Ignacia Marabittija. Najzanimivejši deli notranjosti so kropilnik z marmornim bazenom (12.–13. stoletje), srebrni kip svete Lucije Pietra Rizza (1599), ciborij Luigija Vanvitellija in kip Marije Snežne (Madonna della Neve), 1512, Antonela Gaginija.
- Bazilika svete Lucije zunaj obzidja, bizantinska cerkev, zgrajena po tradiciji, na kraju mučeništva svetnice leta 303. Sedanji videz je iz 15. do 16. stoletja. Med najstarejšimi deli, ki so še vedno ohranjeni, so portal, tri polkrožne apside in prva dva dela zvonika. Pod cerkvijo so katakombe svete Lucije. Za to cerkev je Caravaggio naslikal Pokop svete Lucije, ki je zdaj v cerkvi svete Lucije v samostanu.
- Cerkev svetega Krištofa (14. stoletje, obnovljena v 18. stoletju).
- 'Cerkev svete Lucije v samostanu, baročno poslopje, zgrajeno po potresu 1693. V njem je Caravaggieva slika Pokop svete Lucije.
- Cerkev čudežev svete Marije (13. stoletje).
- Cerkev svetega Duha (18. stoletje).
- Cerkev jezuitskega kolegija, veličastna baročna stavba.
- Cerkev svetega Benedikta (16. stoletje, obnovljena po 1693). V njej je slika Smrt svetega Benedikta, ki jo je naslikal caravaggist Mario Minniti.
- Cerkev Brezmadežnega spočetja (14. stoletje, obnovljena v 18. stoletju), z benediktinskim samostanom.
- Cerkev svetega Frančiška Asiškega s konveksno fasado, prepleteno s stebri in pilastrskimi trakovi. V njej je prirejajo starodavno slovesnost  razodetja (svelata), na kateri je Marijina slika razgrnjena ob zori 29. novembra.
- Bazilika svetega Janeza Evangelista, zgradili so jo Normani in je bila uničena leta 1693. Le delno je bila obnovljena, postavljena je bila pred starodavno kripto mučenika svetega Marciana, ki so jo kasneje uničili Arabci. Glavni oltar je bizantinski. V njej so katakombe svetega Janeza z labirintom predorov in prehodov, na tisoče grobov in več fresk.

#### Druge pomembne zgradbe
- Maniakov grad, zgrajen med letoma 1232 in 1240, je primer vojaške arhitekture vladavine Friderika II. To je kvadratna konstrukcija s krožnimi stolpi na vsakem od štirih vogalov. Najpresenetljivejša značilnost je koničasti portal, okrašen z barvnim marmorjem.
- Arheološki muzej z zbirkami, vključno z najdbami iz sredine bronaste dobe do 5. stoletja pred našim štetjem.
- Palača Lanze Buccherija (16. stoletje).
- Bellomova palača (12. stoletje), v njej je umetniški muzej z Marijinim oznanjenjem, avtor je Annello da Messina (1474).
- Montaltova palača (14. stoletje) ohranja staro fasado iz 14. stoletja s koničastim portalom.
- Nadškofijska palača (17. stoletje, spremenjena v naslednjem stoletju). V njej je alagonska knjižnica, ustanovljena v poznem 18. stoletju.
- Vermexiova palača, sedanja mestna hiša, ki ima dele jonskega templja iz 5. stoletja pred našim štetjem.
- Palača Francica Nava z deli prvotne zgradbe iz 16. stoletja.
- Palača družine Beneventano del Bosco, prvotno zgrajena v srednjem veku, vendar je bila zelo spremenjena med letoma 1779 in 1788. Ima prijetno notranje dvorišče.
- Palača Migliaccio (15. stoletje) z znamenitimi dekoracijami iz lave.
- Palača senata, ki ima na dvorišču kočijo iz 18. stoletja.
- Grad Eurialo je 9 kilometrov zunaj mesta. Zgradil ga je Dionizij starejši in je bil ena najmočnejših utrdb v antičnih časih. Imel je tri stolpe z vrsto podzemnih galerij, ki so branilcem omogočile odstraniti material, ki bi ga napadalci lahko uporabili za napad.
- Mikveh: kopališče, ki se je uporabljalo za obredno krstitev v judovstvu, zgrajeno v bizantinskem obdobju. Je v Giudecci, starodavnem judovskem getu v Sirakuzah.

## Pomembni ljudje
- Arhimed, klasični grški matematik, fizik in inženir
- sveta Lucija, rimska mučenica
- papež Štefan III.
- Vincenzo Mirabella, humanist in pionir arheologije